# تاپ داگ اینترتیمنت
تاپ داگ اینترتینمنت (به انگلیسی: Top Dawg Entertainment) (مخفف انگلیسی: TDE) (به طور مختصر: تی‌دی‌ئی) یک ناشر آمریکایی می‌باشد که در سال ۲۰۰۴ توسط آنتونی «تاپ داگ« تیفت تأسیس شد. عرصه فعالیت این ناشر سبک موسیقی زیرزمینی و رپ و هیپ هاپ می‌باشد. دیو فیری و پانچ هر دو رئیس این لیبل هستند.

## هنرمندان
- جِی راک
- کندریک لامار
- اَب-سول
- اسکول بوی کیو
- بلک هیپی
- ایزایا راشاد
- سزا
- لنس اسکیواکر
- سِر
- دِ تریو